# サカクラカツミ
サカクラ カツミ（1963年6月19日 - ）は 日本のパフォーミングアーティスト・振付師。ダンスパフォーマンスチーム『ORIENTARHYTHM』のリーダー。日本の武道の特異な「動き、リズム、精神性」を総合芸術として表現するパフォーミングアート「藝武」を創始。
2022年、内閣府が主管する「クールジャパンマッチングアワード」を受賞。2019年に行われたラグビーワールドカップ2019日本大会の開会式にてオープニングパフォーマンスをソロで飾る（冒頭2分間のアートディレクターも務める）。また、2015年第128回『IOC国際オリンピック委員会総会』にてパフォーマンスを行うなど世界規模のイベントにてパフォーマンスを務める。
国内外での講演活動も行っており2016年TEDxTokyoにスピーカーとして登壇、日本のカッコ良さ、素晴らしさを世界に伝える活動を行っている。
2015年よりロンドンのPointblank Promotions Ltd からブランディングアドバイスを受けて活動し、2021年より株式会社グローバルビジネスラボと世界での活動を増やすべく、エージェント契約を締結する。

## 人物
- 1963年名古屋市生まれ。日本の伝統文化の持つ特異な「動き、リズム、精神性」を総合芸術として表現するアーティスト。
- 幼少から空手を学び、大学でボクシングと出会う。日本の伝統文化の身体の使い方や音の取り方を元に新しい身体表現のメソッドを創造し、1999年ORIENTARHYTHM（オリエンタリズム）を結成。同時期に空手と共に学んだヌンチャク（琉球古武術の護身具）を使ってダンスパフォーマンスを行う「Street Nunchaku」も考案。
- 2004年、世界で初めて映像と生のパフォーマンスをコラボさせた「プロジェクションライブ」を発案し、オリジネーターとして海外でも高い評価を得る。世界40ヵ国から招聘されパフォーマンスを行い、20ヵ国のTV番組にも出演。
- 2015年クアラルンプールにて行われた第128回IOC国際オリンピック委員会総会にてオープニングパフォーマンスをアジアの代表として務める[1]。
- 2009年より「What is real Japanese COOL?」と題し国内外（青山学院大学、桜美林大学、名古屋学院大学、モスクワ大学、ロンドンSOAS大学、他）にて講演活動を行い、2016年TEDxTokyoにスピーカーとして登壇、日本のカッコ良さを世界に伝える活動を行っている。
- 大学時代にマイケル・ジャクソンのMTVを見て衝撃を受け見よう見まねで真似をしていたが本格的にダンスを学んだのは30歳前後とかなり遅い。
- 20代の頃、Hip Hopカルチャーに傾倒し肌をタンニングマシーンで日焼けさせ髪の毛は極細のロッドでパーマをかけていた。MCハマーに憧れ、当時全国で行われていたNIKE主催の3on3のショータイムにダンスとともに自作のラップも披露している。
- Hip Hopファッションに身を包み黒人を気取っていたが27歳の時に人生の転機が訪れる。憧れていたアフリカンアメリカンのダンサーMadonna Grimesが来日した際に彼女から「日本にはカッコ良い文化が沢山あるのに、なぜあなたは他人の文化を真似するの？」と諭され、それ以来「日本のカッコ良さとは？」を追求するようになり現在に至る。
- デザイナーとしての一面もあり、パフォーマンスの衣装はもちろん私服もジャケット、パンツ、コートからメガネに至るまで身に付けるほとんどのものをデザインし自ら製作もする[2]。

### ＜エピソード＞
- ビヨンセがサカクラの作品と酷似したパフォーマンスを2011年のビルボード・ミュージック・アワードで披露した件について英国BBC Newsはサカクラを「ビヨンセに影響を与えた男」として紹介している。
- Hip Hopに傾倒していた頃はMTVを見てステップのコピーばかりしていたが、その反動で日本のカッコ良さに目覚めてからはテレビ、ネット動画、舞台など他人のパフォーマンスを一切見なくなった。
- 幼少から続けてきた空手をやめ大学でボクシングに転向した理由として、空手の「小よく大を制す（体の小さい者でも大きな者に勝てる）」という理論が街で絡まれた喧嘩で成り立たなかったから、と後のインタビューで語っている。ただしボクシングを学んだことにより「やはり空手の理論は正しく、”小よく大を制す”が成立していたことに気が付いた、ボクシングに転向したことは無駄ではなかった」とも語っている。
- 大学卒業後、服飾関係、サービス業、調理師、カスタムカー製作など10回近く転職を繰り返し、そのうちのほとんどを就業１日目で退職している。
- プロジェクションライブを創る発端になったエピソードとして、2004年ロサンゼルスにて行われたJAPAN EXPOに出演する際にオーガナイザーから「あなたのパフォーマンス中にプロジェクターで名前をスクリーンに投影できるよ」と言われ、名前だけではもったいないと自ら映像を作りそれを投影しながらパフォーマンスをしたことがきっかけであるとインタビューで語っている。

## 経歴・出演
- 1999年　ORIENTARHYTHM結成 2003年　米TV番組TALENT AGENCYに出場し全米チャンピオンとなる
- 2004年　初のプロジェクションライブ作品「和」をロサンゼルスのJAPAN EXPO2004にて発表
- 2004年　安室奈美恵ツアー振付け  2007年　N.Y.オフブロードウェイにて5日間公演を行う
- 2008年　ドバイ政府から招聘され１ヶ月間の公演を行う
- 2010年　上海万博にて公演を行う
- 2011年　ディズニーランドHong Kongにて１ヶ月間の公演を行う
- 2012年　シンガポールのドキュメンタリー番組で特集番組が放映される
- 2013年　NHK WORLDチャンネルにて特集番組が放映される
- 2014年　ロンドンBBC NEWSにて活動を取材される
- 2015年　第128回国際オリンピック委員会総会にてオープニングパフォーマンスを行う
- 2016年　世界規模のトークカンファレンスTEDxTokyoにスピーカーとして登壇
- 2017年　Asian Football Confederation Annual Awards 2017にてパフォーマンスを行う
- 2019年　ラグビーワールドカップ日本大会2019にてオープニングパフォーマンスを行う
- 2020年　葛飾北斎生誕260周年記念舞台芸術作品「The Life of HOKUSAI」構成・演出・振付・主演を担当する
- 2021年　株式会社グローバルビジネスラボと世界での活動を増やすべく、エージェント契約を締結する
- 2021年　世界最大の芸術祭Edinburgh Festival FringeにてThe Life of HOKUSAIが4つ星を獲得
- 2022年　内閣府が主管する「COOL JAPAN MATCHING AWARD 2022」を受賞